# Ferrarisia apiahyna
Ferrarisia apiahyna är en svampart som först beskrevs av Speg., och fick sitt nu gällande namn av Arx 1962. Ferrarisia apiahyna ingår i släktet Ferrarisia och familjen Parmulariaceae.   Inga underarter finns listade i Catalogue of Life.